# Ciudadela (ort)
Ciudadela är en ort i Argentina.   Den ligger i provinsen Buenos Aires, i den centrala delen av landet, i huvudstaden Buenos Aires. Ciudadela ligger 26 meter över havet och antalet invånare är 73 031.
Terrängen runt Ciudadela är mycket platt. Runt Ciudadela är det mycket tätbefolkat, med 10 000 invånare per kvadratkilometer.. Närmaste större samhälle är Buenos Aires, 15,2 km öster om Ciudadela.
Runt Ciudadela är det i huvudsak tätbebyggt.